# دفنة حريرية
دفنة حريرية (الاسم العلمي: Daphne sericea) هي نوع من النباتات يتبع جنس الدفنة من الفصيلة المثنانية.